# Tribunal Superior de Justicia de Castilla-La Mancha
El Tribunal Superior de Justicia de Castilla-La Mancha (TSJCLM) es el máximo órgano del poder judicial en la comunidad autónoma española de Castilla-La Mancha. Tiene su sede en la ciudad de Albacete.
Es heredero de la Real Audiencia Territorial de Albacete establecida por la reina María Cristina de Borbón-Dos Sicilias en Albacete en 1834 con jurisdicción sobre gran parte de las actuales Castilla-La Mancha y Región de Murcia.
La presidencia del Tribunal Superior de Justicia de Castilla-La Mancha recae desde 2005 en Vicente Rouco, quien, en la actualidad, cumple su tercer mandato consecutivo y último permitido por ley.

## Historia

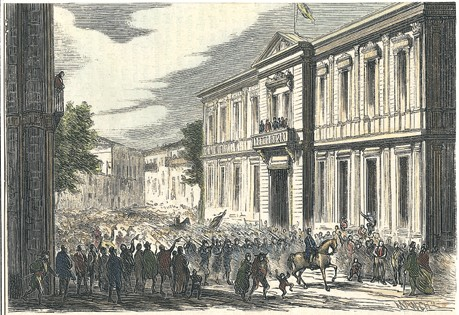
En 1834 la reina María Cristina de Borbón-Dos Sicilias estableció en Albacete una Real Audiencia, formada con salas de la Real Chancillería de Granada, nombrando como regente a Pedro Simó y López de Haro, oidor decano de la Real Audiencia de los Grados de Sevilla. En la imagen, el rey presenciando el desfile de las tropas desde la Real Audiencia de Albacete.

La implantación de un tribunal propio en el territorio de Castilla-La Mancha se remonta hasta el primer tercio del siglo XIX (1834), cuando mediante Real Decreto se creó la Real Audiencia de Albacete que extendió su jurisdicción penal y civil hasta territorios de las provincias de Cuenca, Ciudad Real, Murcia y la propia de Albacete, por lo que se convirtió en el antecedente más directo del actual al comprender a tres provincias de Castilla-La Mancha.

Jurisdicción de las audiencias territoriales del Reino de España en el siglo

Tras unos comienzos difíciles, en el que se produjeron diversos traslados, el tribunal se estableció de forma permanente en la ciudad, construyéndose un edificio propio, obra del arquitecto albaceteño Francisco Jareño, que se asentó sobre el antiguo convento de San Agustín.
Fue precisamente en la misma ubicación, en la calle San Agustín de Albacete donde se erigió un nuevo edificio en donde, a partir de 1980 se localizó la sede de la Audiencia Territorial de Albacete.
El Estatuto de Autonomía de Castilla-La Mancha estableció en 1982 la sede del futuro máximo órgano judicial de la comunidad autónoma, el Tribunal Superior de Justicia de Castilla-La Mancha, en Albacete.
El Tribunal Superior de Justicia de Castilla-La Mancha en su conformación y demarcación territorial derivó de la planta creada en el artículo 26 de la Ley Orgánica del Poder Judicial de 1985, aunque se constituyó el 23 de mayo de 1989, eliminando la antigua Audiencia Territorial de Albacete y adaptando el modelo judicial al nuevo Estado de las autonomías surgido tras la aprobación de la Constitución Española de 1978 y del Estatuto de Autonomía.
En mayo de 2021 la Sección Segunda de la Sala de lo Contencioso-Administrativo del Tribunal Superior de Justicia de Castilla-La Mancha emitió un auto que tumbó los niveles dos, tres y tres reforzado de restricciones frente a la pandemia de COVID-19 de la Junta de Comunidades de Castilla-La Mancha al ser incompatibles con la ausencia del estado de alarma desde el 9 de mayo al afectar a los derechos fundamentales de los ciudadanos castellanomanchegos. Hasta el momento toda la región estaba en nivel dos, tres o tres reforzado, lo que permitió garantizar la libertad de los ciudadanos a partir del 9 de mayo tras decaer el estado de alarma anulando dichas restricciones que el Gobierno de Castilla-La Mancha no pudo volver a aplicar desde entonces.

## Competencias

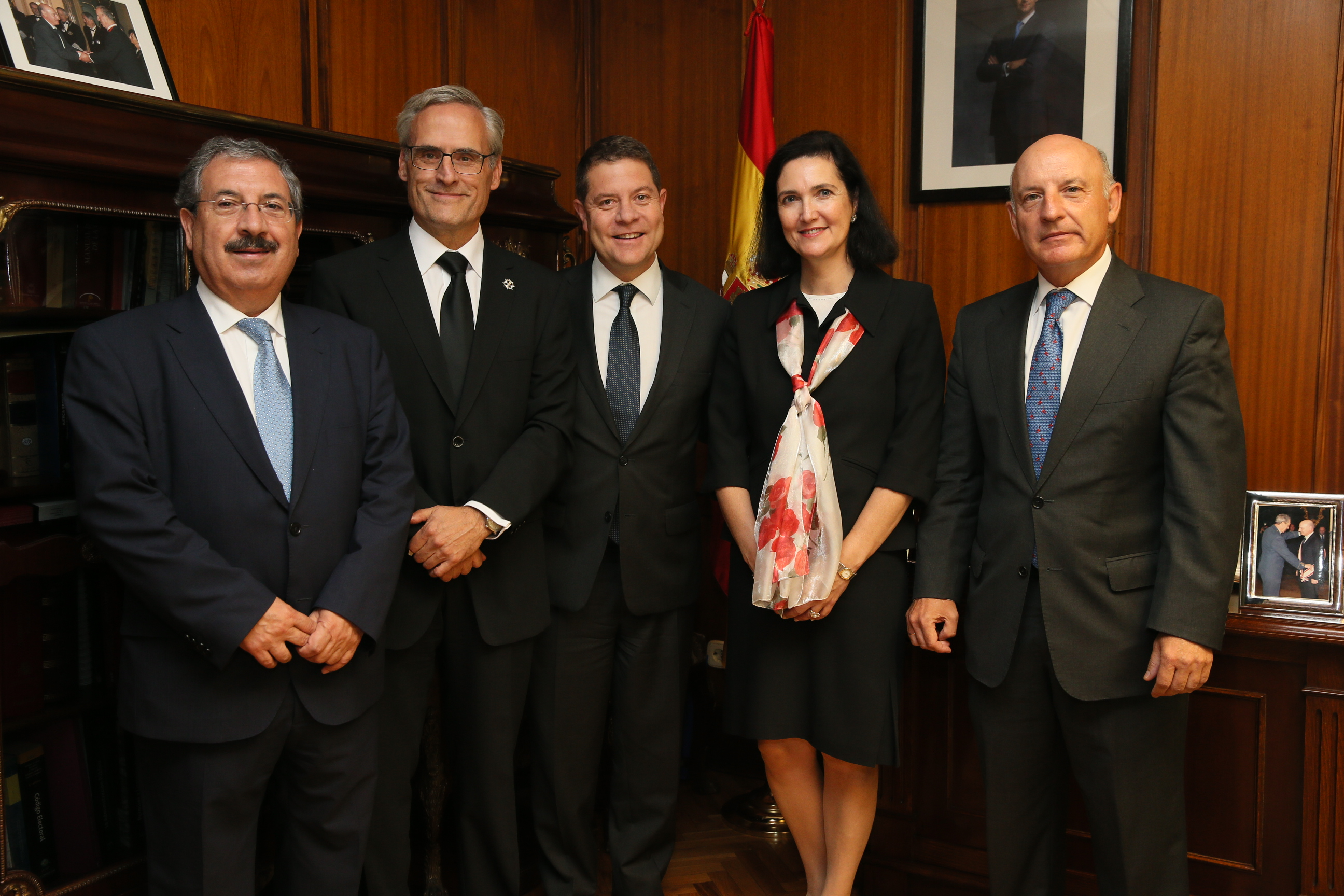
Apertura del Año Judicial en 2015 con los máximos responsables del órgano judicial

El Tribunal Superior de Justicia de Castilla-La Mancha es el órgano jurisdiccional en el que culmina la organización judicial en la comunidad autónoma de Castilla-La Mancha. Es competente en los términos establecidos por la ley orgánica correspondiente, para conocer de los recursos y de los procedimientos en los distintos órdenes jurisdiccionales y para tutelar los derechos reconocidos por el Estatuto de Autonomía de Castilla-La Mancha. En todo caso, la alta corte de Castilla-La Mancha es competente en los órdenes jurisdiccionales civil, penal, contencioso-administrativo, social y en los que puedan crearse en el futuro.
El Tribunal Superior de Justicia de Castilla-La Mancha es la última instancia jurisdiccional de todos los procesos judiciales iniciados en la comunidad autónoma de Castilla-La Mancha, así como de todos los recursos que se tramiten en sus ámbitos territoriales, sea cual fuera el derecho invocado como aplicable, de acuerdo con la Ley Orgánica del Poder Judicial y sin perjuicio de la competencia reservada al Tribunal Supremo. La Ley Orgánica del Poder Judicial determina el alcance y contenido de los indicados recursos.

## Salas
El alto tribunal castellanomanchego se divide en los siguientes órganos o departamentos que en el ámbito judicial reciben el nombre de salas:
- Sala de Gobierno. Es el órgano de gobierno judicial de la comunidad autónoma presidido por el presidente del Tribunal Superior de Justicia de Castilla-La Mancha, Vicente Rouco. Formado por dieciséis miembros, se constituye en plenos o en comisiones, siendo estos el máximo órgano de decisión judicial de Castilla-La Mancha.
- Sala de lo Civil y Penal. Es el departamento encargado de las causas penales y civiles de la autonomía. Su actual presidente es Vicente Rouco.
- Sala de lo Contencioso-Administrativo. Es el órgano fiscalizador de las administraciones públicas de Castilla-La Mancha. Su actual presidenta es Raquel Iranzo Prades.
- Sala de lo Social. Es el departamento que se encarga de los procesos que afectan a los intereses de los trabajadores y empresarios de la región. Su actual presidenta es Luisa María Gómez Garrido.

- Sala Especial. Es el departamento que se encarga de las recusaciones formuladas contra los altos cargos de la justicia en la comunidad autónoma. Preside esta sala Raquel Iranzo Prades.

## Sede

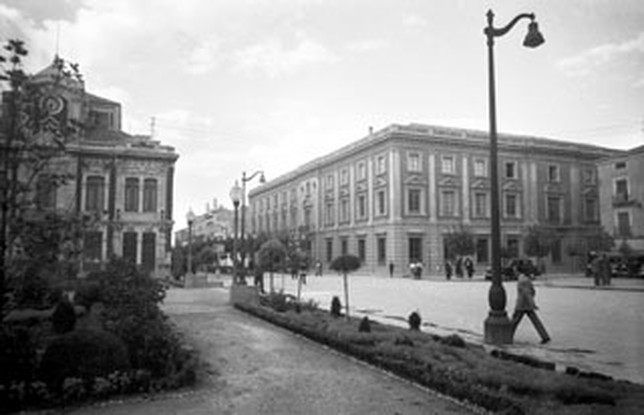
Sede de la audiencia (edificio de la derecha) en el kilómetro cero de Albacete en el siglo

El Tribunal Superior de Justicia de Castilla-La Mancha, máximo órgano judicial de la comunidad autónoma, tiene su sede en Albacete, en el Palacio de Justicia de Castilla-La Mancha situado en la calle San Agustín, en el este de la plaza del Altozano, en pleno centro histórico de la capital albaceteña. El Estatuto de Autonomía de Castilla-La Mancha estableció en la ciudad su sede en 1982 como sucesor de la histórica Real Audiencia Territorial de Albacete.

## Presidencia
El presidente del Tribunal Superior de Justicia de Castilla-La Mancha es la primera autoridad judicial de la comunidad autónoma y ostenta la representación del poder judicial y del órgano de gobierno del mismo. El actual titular es, desde 2005, Vicente Rouco. En la actualidad cumple su tercer mandato consecutivo, último permitido por ley. 
El ente judicial ha tenido los siguientes presidentes a lo largo de su historia:
| N.º | Presidente                     | Imagen | Mandato     | Fecha del Real Decreto de | Fecha del Real Decreto de |
| N.º | Presidente                     | Imagen | Mandato     | Nombramiento              | Cese                      |
| --- | ------------------------------ | ------ | ----------- | ------------------------- | ------------------------- |
| 1   | José Rodríguez Jiménez         | 1      | I y II      | 19 de mayo de 1989        | 20 de noviembre de 1996   |
| 2   | Emilio Frías Ponce             | 2      | III y IV    | 20 de noviembre de 1996   | 26 de julio de 2005       |
| 3   | Vicente Manuel Rouco Rodríguez |        | V, VI y VII | 26 de julio de 2005       | En el cargo               |

## Archivo
El Archivo del Tribunal Superior de Justicia de Castilla-La Mancha fue fundado en 1997. Cuenta con 552 metros lineales de documentación. Posee una biblioteca especializada.
La Junta de Expurgo de Castilla-La Mancha se encarga de eliminar los archivos que son declarados de nula utilidad en todo el territorio de la comunidad autónoma. En la actualidad el órgano está presidido por Eduardo Salinas Verdeguer.

## Arte

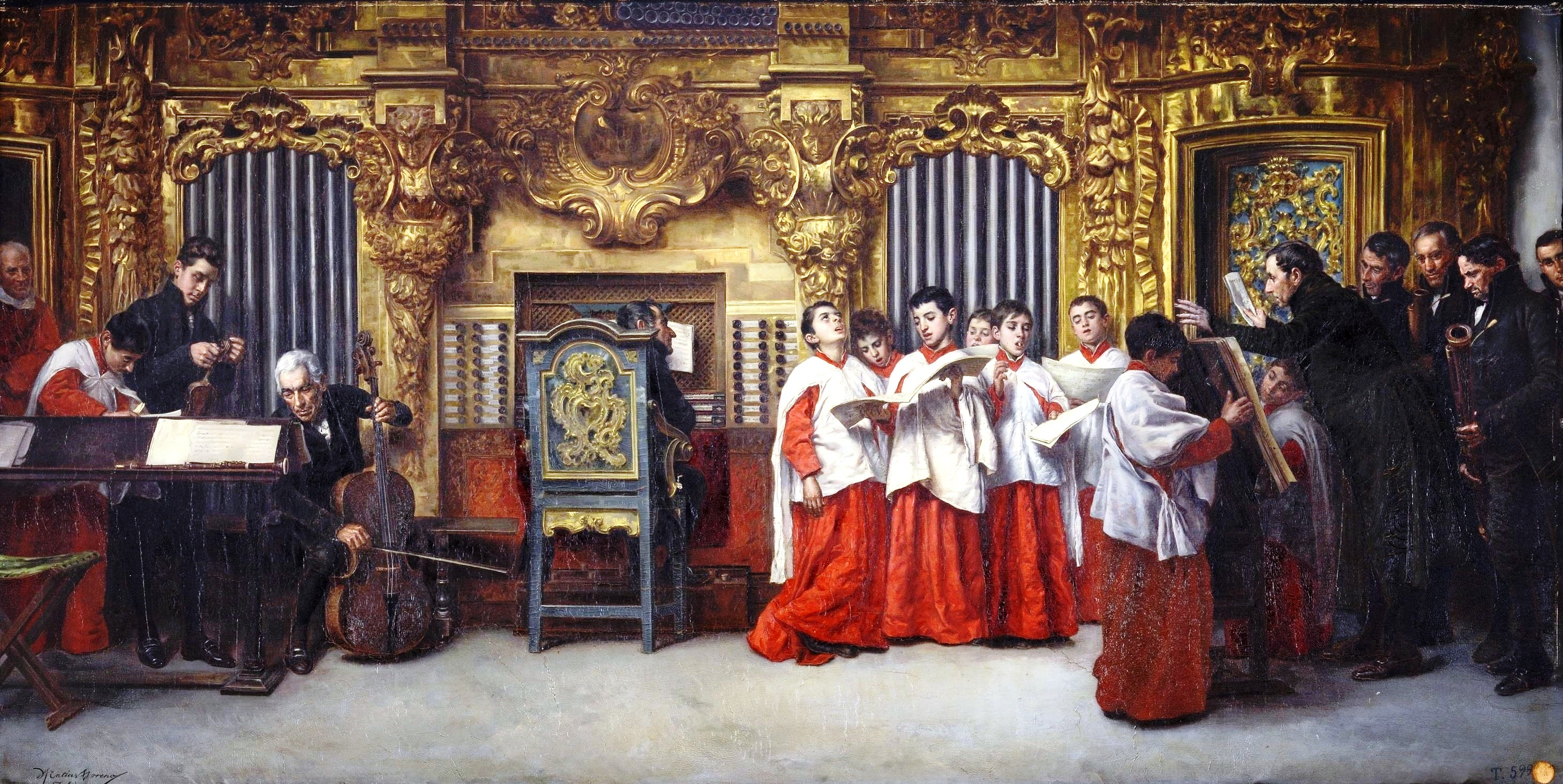
Ensayo al órgano (Matías Moreno González, 1880)
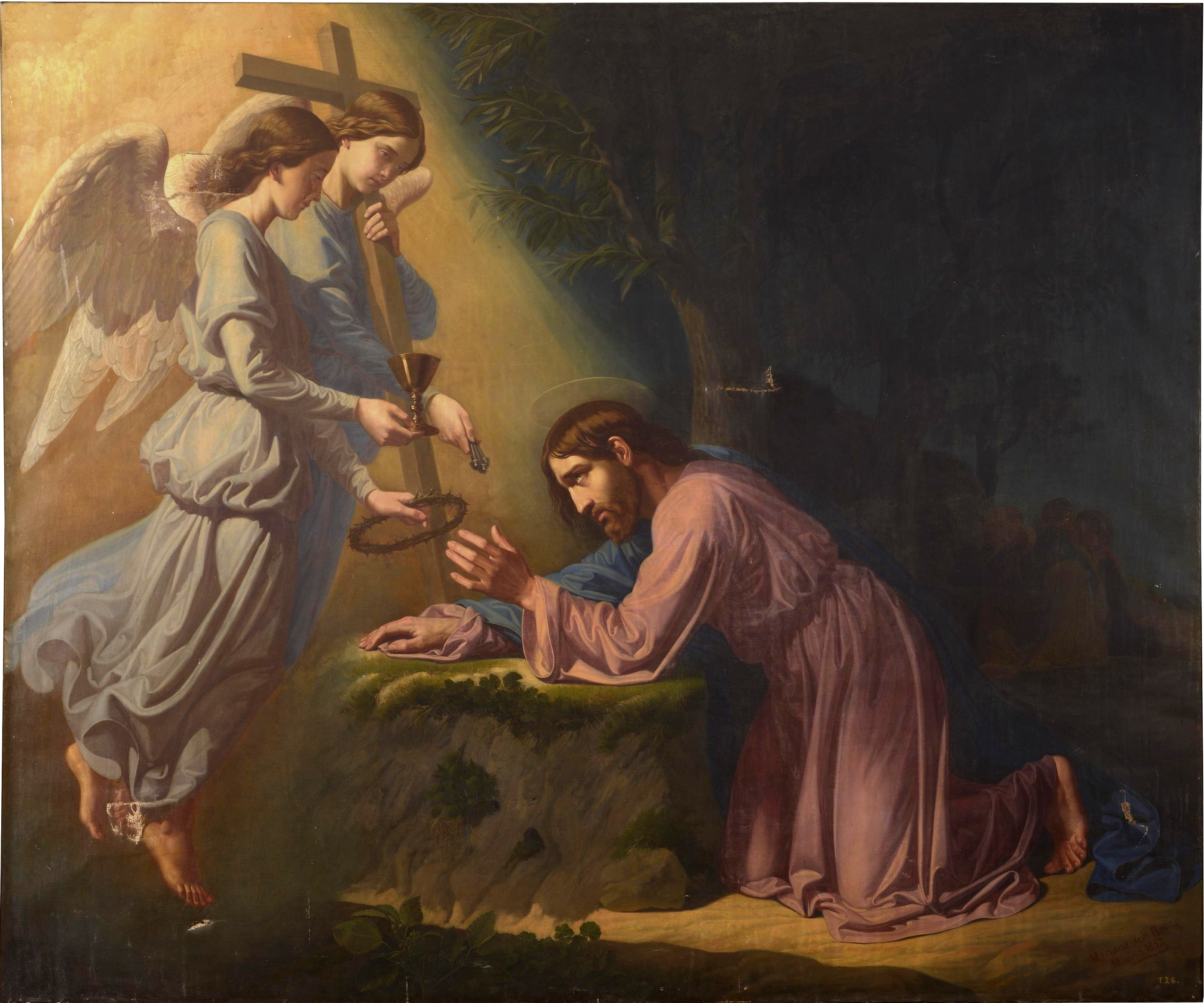
La oración en el Huerto (Mariano de la Roca y Delgado, 1857)
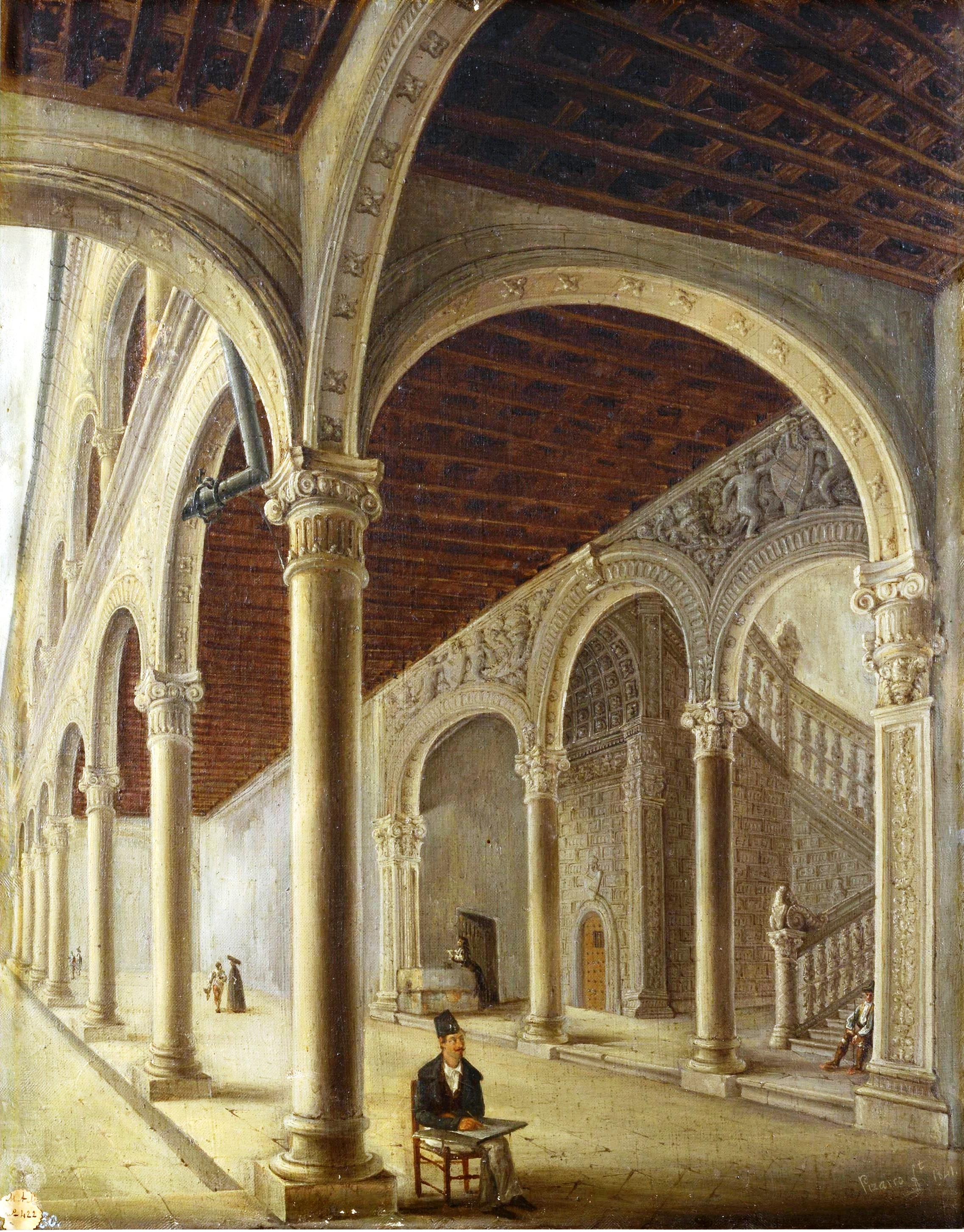
Una vista del claustro de la inclusa (Cecilio Pizarro, 1841)